# Behind the Sun (canción de Red Hot Chili Peppers)
«Behind the Sun» es una canción de Red Hot Chili Peppers, de su álbum de 1987 The Uplift Mofo Party Plan.

## Lista de canciones

### CD sencillo (1992)
- «Behind The Sun» (Álbum)
- «Higher Ground» (Pearly 12" Mix)
- «If You Want Me To Stay» (Pink Mustang Mix)
- «Knock Me Down» (Álbum)

### CD versión 2 (1992)
1. «Behind The Sun» (Versión sencillo)
2. «Behind The Sun» (Long Version)

### 12" sencillo (1992)
1. «Behind The Sun» (Álbum)
2. «Special Secret Song Inside» (Álbum)

### 7" sencillo (1992)
1. «Behind The Sun» (Álbum)
2. «Fire» (Álbum)

## Rankings
- 7 (US Modern Rock)
- 37 (Australia)

- Datos: Q2472071